# Karen Cook McNally
Pour les articles homonymes, voir McNally.
Karen Cook McNally (1940 - 20 décembre 2014) est une sismologue américaine.
Elle est née à Clovis, en Californie, et obtient une licence (1971), une maîtrise (1973) et un doctorat (1976) en géophysique à l'université de Californie, Berkeley. Karen McNally travaille à l'Institut de technologie de Californie avec Charles Francis Richter, créateur de l'échelle de magnitude de Richter et a intégré le corps enseignant de l'université de Californie à Santa Cruz en 1981. Elle y est directrice du Richter Seismological Laboratory et leurs instruments ont permis de réaliser des enregistrements de haute qualité du tremblement de terre de Loma Prieta en 1989. Elle fonde l'Institut de tectonique et a contribué à l'établissement d'un programme de recherche en sismologie à l'université,.
Karen McNally a établi un observatoire géophysique moderne et un réseau sismographique national au Costa Rica, et a pu améliorer le programme de ce pays pour réduire les risques sismiques. L'Université nationale du Costa Rica lui a décerné une médaille pour ses efforts.
Elle est membre du conseil d'administration de la Seismological Society of America et de l'Incorporated Research Institutions for Seismology et a siégé au California Earthquake Prediction Evaluation Council. En 1982, elle reçoit le Richtmyer Memorial Award de l'American Association of Physics Teachers.
Elle s'est mariée très jeune et a deux filles ; le couple divorce en 1966. Elle décède chez elle à Davenport à l'âge de 74 ans.